# Archivo de la Fundación Sierra-Pambley
El Archivo de la Fundación Sierra-Pambley, es un conjunto orgánico de documentos de cualquier época y soporte material producidos o recibidos por las familias Fernández-Blanco y Sierra-Pambley o por la Fundación Sierra-Pambley en el ejercicio de sus actividades, conservados debidamente para su utilización en la gestión administrativa de la Fundación, la información, la cultura y la investigación.
Se trata de un archivo de titularidad privada ya que se encuentra custodiado por la Fundación Sierra-Pambley y está ubicado en la ciudad de León (España).
Se compone de dos fondos, el Fondo familiar Fernández-Blanco Sierra-Pambley y el Fondo fundacional.

## Fondos

### Fondo familiar Fernández-Blanco Sierra-Pambley
Es un fondo de carácter histórico que recoge toda aquella documentación generada por las familias Fernández-Blanco y Sierra-Pambley en el ejercicio de sus actividades tanto públicas como privadas. Se trata de un fondo cerrado.
Se conservan escasos documentos del siglo XIV, los primeros documentos que ofrecen una continuidad temática y temporal clara datan del siglo XVII abarcando la mayor parte del fondo los siglos XVIII y XIX.
Las familias Fernández-Blanco y Sierra-Pambley contaron con notables miembros que acumularon un amplio conjunto documental que abarca no solo documentación de tipo económico (dado que acumularon una importante fortuna) y personal, sino también importantes fondos de carácter político y profesional. 
De la familia Sierra-Pambley podemos destacar la figura de Felipe Sierra-Pambley (1774-1823), que produce documentación de ámbito nacional derivada de sus funciones públicas, por ejemplo, desempeñó una Comisión Regia entre 1817 y 1819 en las Islas Canarias y llegó a ser Ministro de Hacienda durante el Trienio Liberal (1820-1823). Otro miembro de la familia, Segundo Sierra-Pambley (1807-1873) ejerció numerosas funciones públicas, por ejemplo, Diputado a Cortes por la provincia de León e incluso Senador del Reino de España. 
En lo que a la familia Fernández Blanco se refiere, la carrera militar de Marcos Fernández Blanco (1783-1846) es de suma importancia y ocasiona documentación relativa a la Guerra de la Independencia Española e incluso participó en algunas batallas y acontecimientos de ámbito internacional como la Batalla de Tolosa (Francia) en 1814 y desempeñó el cargo de Comisario 2.º en los trabajos al paso de la 1ª División por Portugal en 1809.
Todo ello genera un importante fondo documental de gran interés histórico tanto para investigadores de ámbito nacional como internacional.

### Fondo fundacional

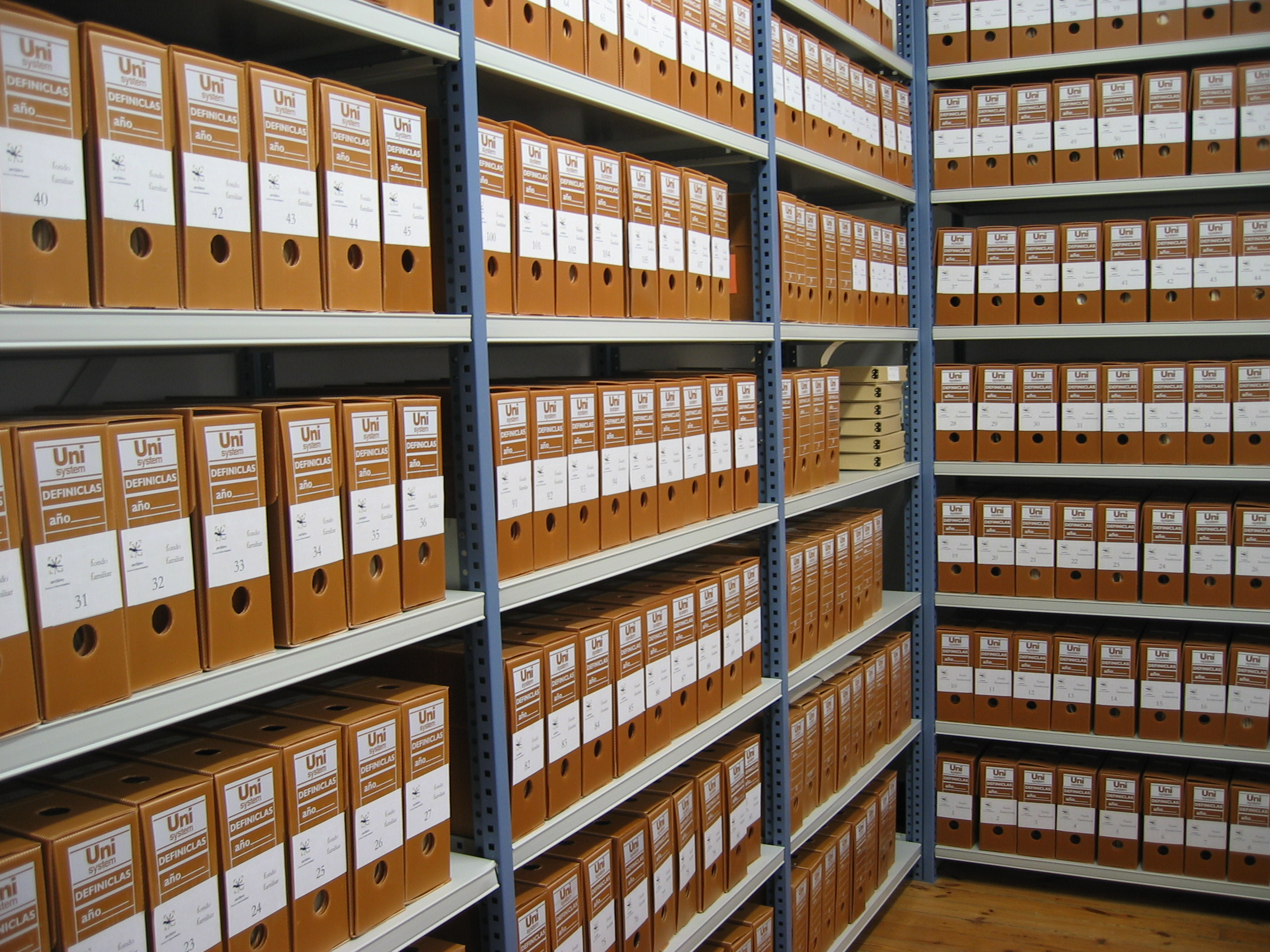
Depósito del Archivo de la Fundación Sierra-Pambley.

Este fondo recoge la documentación generada por la Fundación Sierra-Pambley en el ejercicio de sus actividades desde 1886, hasta la actualidad. Se trata de un fondo de carácter abierto donde encontramos las distintas etapas del ciclo documental: documentación histórica, intermedia y de oficina. De éstas tan solo se permite el acceso a la documentación histórica con fines de investigación. Entre la documentación de carácter histórico se incluye documentación de tipo administrativo, correspondencia entre los miembros del Patronato y el profesorado de las Escuelas Sierra-Pambley y documentación relativa a la actividad de las mismas. Este fondo se encuentra en proceso de tratamiento.
La labor de la Fundación Sierra-Pambley estuvo impregnada de las más modernas tendencias pedagógicas y llevó el sello de la Institución Libre de Enseñanza. Se prefirió siempre a los alumnos más pobres y se trató de despertar en ellos el deseo de saber, primando el entendimiento sobre la memoria. Los profesores eran cuidadosamente seleccionados por Manuel Bartolomé Cossío y orientados por la inspección pedagógica a cargo de destacados institucionistas. A la fundación de la Escuela de Villablino en 1887, se añadió la creación sucesiva de escuelas en Hospital de Órbigo, Villameca, Moreruela de Tábara y León. Todas destacaron por su perfecta adaptación al medio, según los recursos y las características socioeconómicas de la zona.
Toda esta actividad da lugar a un fondo documental especialmente interesante para los investigadores en el ámbito de la educación en España.

## Servicios
Información: 
Cualquier usuario tiene derecho a recibir información general sobre los fondos históricos del Archivo de la Fundación Sierra-Pambley y particular sobre cualquier tema relativo a la época de los mismos.
Consulta de unidades documentales:

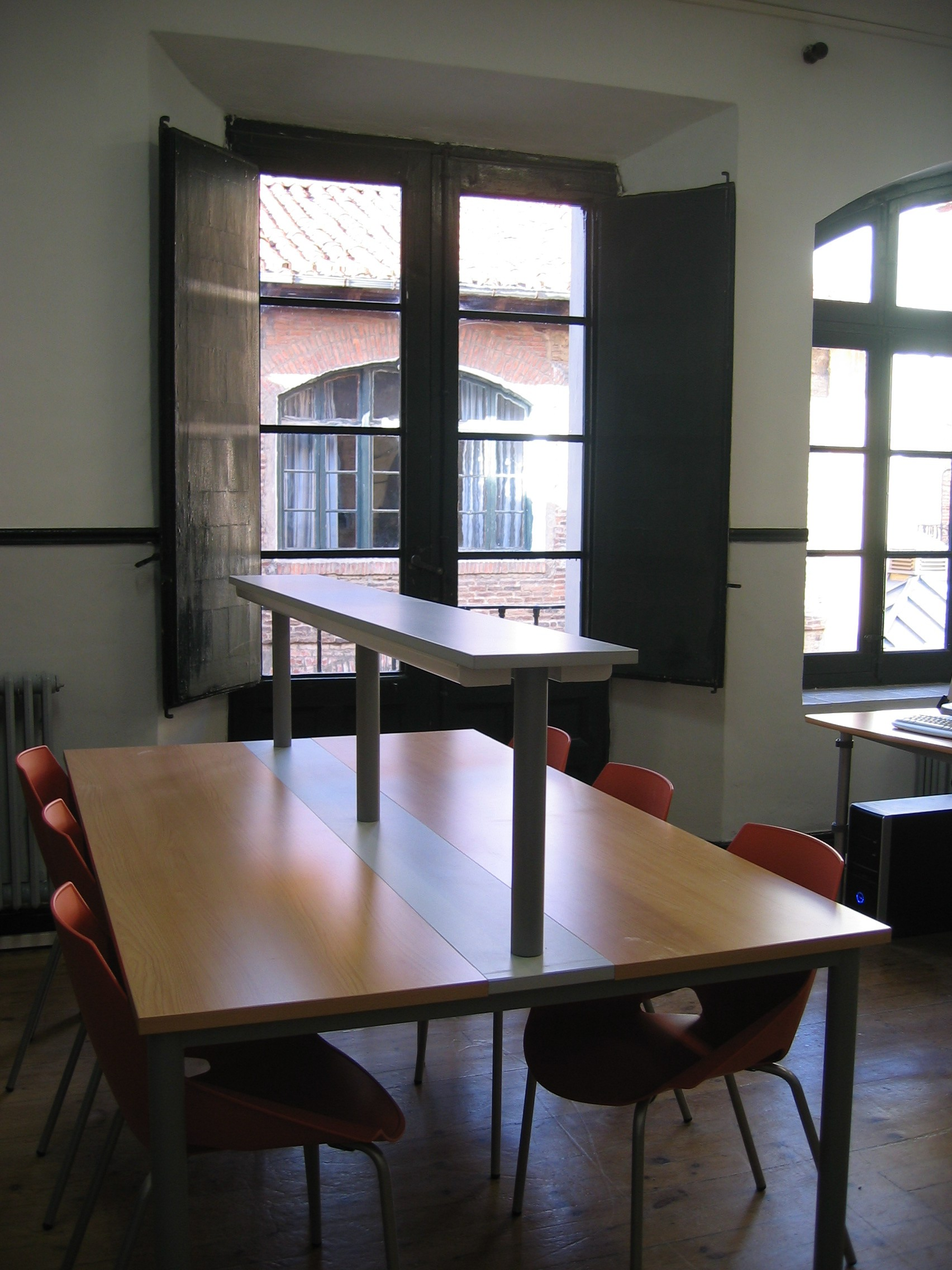
Sala de consulta del Archivo de la Fundación Sierra-Pambley.

La sala de consulta dispone de 6 plazas, equipadas con punto de conexión para equipos informáticos personales. La sala es accesible para personas con movilidad reducida. 
En la sala de consulta se proporcionan además los siguientes servicios: 
- información inmediata y personalizada al investigador sobre fondos documentales y bibliográficos del archivo y fuentes documentales complementarias
- orientación sobre el manejo de los instrumentos de descripción disponibles en la sala de consulta
- consulta de documentos
- reserva de peticiones

El funcionamiento de la sala se rige por unas normas internas que se encuentran a disposición de los usuarios.
Reprografía:
El Archivo podrá proporcionar copia impresa de los materiales cuya consulta haya sido autorizada. Se establecen unas tarifas de reproducción a disposición de los usuarios. La normativa para la utilización de este servicio puede ser consultada en el Archivo de la Fundación Sierra-Pambley.
Préstamos temporales de documentos:
El préstamo de documentación original para exposiciones y actividades de difusión cultural requerirá la autorización expresa del Patronato de la Fundación Sierra-Pambley y se realizará siguiendo los trámites y especificaciones establecidos al efecto.
Biblioteca auxiliar:
El usuario tiene libre acceso a los fondos de la biblioteca auxiliar del archivo especializada en temas de archivística, historia, genealogía y heráldica. Se trata de una biblioteca de consulta en sala pero no de préstamo.
Formación de usuarios y visitas guiadas:
El Archivo ofrece la posibilidad de realizar actividades de formación de usuarios y/o visita guiada, es un servicio abierto a Asociaciones, Centros Educativos y, en general, a grupos no inferiores a 10 personas ni superiores a 20.